# Wer ist Mr. Cutty?
Wer ist Mr. Cutty? ist eine US-amerikanische Filmkomödie von Donald Petrie aus dem Jahr 1996.

## Handlung
Die Afroamerikanerin Laurel Ayres lebt in New York und arbeitet in der Finanzbranche. Als ihr Kollege Frank Peterson eine Beförderung erhält, die eigentlich Laurel zusteht, kündigt sie und macht sich selbständig. Als Frau und noch dazu als Schwarze hat sie es schwer, Klienten zu werben, und greift bald zu einer Notlüge: Inspiriert durch eine Flasche der Whiskeymarke Cutty Sark erfindet sie den weißen Robert S. Cutty und behauptet, sie sei in seinem Auftrag unterwegs, und er sei derjenige mit den genialen Ideen. Damit verbucht sie große Erfolge. Robert Cutty ist in aller Munde und so gefragt wie niemand zuvor. Laurel, das eigentliche Genie, wird dabei zur Nebensache und sie beschließt, Cutty wieder verschwinden zu lassen. Als sie seinen Tod vortäuscht, wird sie plötzlich wegen Mordes verhaftet.
Frank, der Laurels Spiel inzwischen durchschaut hat, macht sich Cutty selbst zunutze, indem er beschwört, Cutty würde leben und nun mit ihm zusammenarbeiten. Wie schon zu Beginn stiehlt Frank Laurels erfolgreiche Geschäftsidee und erntet die Anerkennung. Noch dazu wird Laurel die Lizenz entzogen; sie darf nicht mehr arbeiten und resigniert. Das Projekt Robert Cutty macht sich selbständig und Laurel kann nur hilflos zusehen. Als Cutty ein Kind angehängt wird und er in einen bislang reinen Männerclub aufgenommen werden soll, beschließt Laurel, den Schwindel auffliegen zu lassen.
Als Cutty der Preis für den Geschäftsmann des Jahres verliehen und er außerdem noch in den Peabody Club aufgenommen werden soll, schlüpft Laurel zum letzten Mal in die Rolle von Robert Cutty. Sie nimmt den Preis entgegen und leistet sich – noch in der Verkleidung eines Mannes – einen Kuss mit Frank Peterson, bevor sie die Situation aufklärt.
Wochen später haben sich Laurel und ihre Assistentin Sally als Partner zusammengetan und leiten erfolgreich ihre eigene Firma. Frank Peterson versucht vergeblich, sich auf die Seite der Gewinner zu schlagen. Er bewirbt sich bei Ayres Investments als fürsorglicher Mitarbeiter, der sich sehr verändert habe.
Höflich, aber mit größter Genugtuung lehnt Sally Dugan seine Bewerbung ab. Das Kamerabild gefriert auf ihrem zufriedenen Gesicht.

## Kritiken
Die Berliner Zeitung schrieb, der Film sei auf Whoopi Goldberg zugeschnitten.
Das Lexikon des internationalen Films urteilte: „Überzeichnete Komödie, die weder ihre satirischen Ansätze noch das komische Potential ausschöpft. Sie überzeugt nur dort, wo sie die Prozesse beobachtet, die zur öffentlichen Etablierung der fiktiven Figur führen.“
James Berardinelli schrieb auf ReelViews, der Film wirke wie ein „halbherziger Abklatsch von Tootsie“.
Peter Stack schrieb in der San Francisco Chronicle vom 18. April 1997, die Komödie lebe von den Nebencharakteren. Er lobte insbesondere die Darstellung von Dianne Wiest.

## Hintergründe
Die Komödie wurde in New York gedreht. Das Einspielergebnis in den US-Kinos betrug etwa 12,8 Millionen US-Dollar. Die Verwandlung von Whoopi Goldberg in Cutty nahm jedes Mal rund zehn Stunden in Anspruch. Donald Trump hatte einen kurzen Cameoauftritt.